# 堀為時
堀 為時（ほり ためとき）は、鎌倉時代の武士。紀伊国那賀郡荒川荘にあった延暦寺の末寺・高野寺の寺僧で、荒川荘や吉仲荘で殺人や放火などを行い悪党として高野山と敵対した。源 為時・法心とも。

## 概要
建治元年（1275年）には、田中荘預所・図書助の弟である左近太郎定氏を殺害し、六波羅探題に召し取られ、高松六郎長任に預けられたものの、赦免される前に密かに還住し、和泉国麻生荘に乱入して能忠法師ら10数人を殺害した。
弘安8年（1285年）11月には、紀伊国那賀郡荒川荘上田村において荒川荘下司・平野弥九郎光綱を殺害し、その娘婿の孫太郎光貞が報復として実房・為房兄弟を殺害した。翌月に高野山は為時を荒川荘から追放し、光綱の田畠計一町三反余りを没収し、高野山検校の一向進止を目指して分田制支配を行うことを定めた。翌9年（1286年）には為時やその娘婿・源太郎源八義賢が高野山に注進し、放火狼藉等を停止する旨の起請文を提出した。
正応3年（1290年）8月10日には姉妹の尼真阿が子の大弐坊に対して義絶の起請文を出しており、尼西阿や為時も同様の起請文を出している。同月31日には高野山への反抗として、高野山を支持する百姓宗恒の住宅に放火し、9月20日には紺屋太郎・道実・実千の三家を襲撃し、同月22日には法仏・真仏の住宅を放火し資材を奪い取った。翌年6月5日まで為時は放火略奪を続けて、40余りの百姓の家が被害に遭ったという。
正応4年（1291年）7月26日には、那賀郡三毛荘地頭であり高野山から荒川荘公文職・沙汰人に任じられた三毛六郎入道心浄などの鎌倉幕府御家人が為時の邸宅に押し寄せ放火・殺害・追捕を行った。また、心浄配下の武士が為時の母（尼金収）の家に打ち入り資材物を略奪し、衣服を剥ぎ取り数々の恥辱を与えた。攻撃に参加した寺僧は検校権律師勝心・対俊・惣俊・願俊ら18人が、沙汰人としては下司寂俊・七郎左衛門・加賀七郎がおり、さらに「住侶幷郎従等数百人」が為時住宅を襲撃したという。悪党人の一人願俊は守護代・菱田唯心の婿であったことから、為時住宅の襲撃には守護代の軍事力と近隣地頭の郎従までもが動員されたことがわかる。この攻撃によって、堂1宇と法心住宅12字を含む34字が焼き払われた。焼き払われた堂は一間四面であり、安置されていた定朝作の阿弥陀等身三尊と絵縁仏二鋪仏具などがことごとく焼かれたという。為時の住宅から奪取された資財物は、日吉大行事彼岸用途銭三五貫文、彼岸米二一石五斗など、大量の銭貨と穀類などが貯蔵されていたことがわかり、為時が日吉上分米などを蓄えて私出挙の財源とし、種子農料として農民に貸し付けるなどの高利貸的行為を通じて、彼らを私的隷属下に包摂していた可能性がある。翌27日には為時の母・尼金収が「為時・左衛門太郎良経（行良法師の子で為時の娘婿）・大弐坊（為時の甥、母は堀尼公（尼真阿）で祖母は尼西阿）・清六が罪を赦されるまで自身の家に立ち寄ったり迎え入れたりはしない」と誓約書を高野山に提出している。同年9月の高野山衆徒による訴状によると、為時は公田を作りながら公物を納めず、荒川荘や名手荘において殺人・放火などの重犯罪を行い、六波羅探題上使・湯浅浄智に追捕されそうになると義賢や蓮空（沙弥良仏の養子で調月新三郎良光の娘婿）と共に吉中荘に逃れ婿の義継に匿われた。他にも平次郎良胤（良光の子）、孫三郎良信（良光の子）も悪党として名前が上がっている。また、9月8日にも心浄らによる為時らへの攻撃が行われて従者2人が殺害されており、為時の訴状は伏見天皇や天台法主・慈助法親王経由で六波羅探題に届けられた。同年11月12日には北条盛房・北条兼時から有田郡石垣北荘地頭・石垣太郎左衛門尉（湯浅宗明）に対して事件について弁申すべしと御教書が出されている。為時と心浄の一連の争いは「高野合戦」と呼ばれた。結果的に、荒川荘と三毛荘公文下司心浄・同七郎左衛門尉盛氏知行分、調月荘下司公文孫三郎知行分、真国荘志賀野村下司公文貴志次郎入道信正知行分が没収されており、為時が勝訴したと見られる。ただし、徳治2年（1307年）8月までに没収された土地は全て本人あるいはその後継者に返還されている。